# 水圳
水圳，是台灣對於農業灌溉用人造水道的稱呼。台灣屬亞熱帶海島型氣候，年降雨量差異大，河流短促且多流經陡峭山區，可供利用的河川水源相當有限。因此，埤塘與水圳是台灣常見的農田水利工程。利用水圳自水源地引水灌溉農田造就了台灣農業的穩定發展，也造就了台灣發達的水圳系統。除了農田水利的功用，水圳也常具有平衡生態環境、美化環境景觀、保存歷史古蹟、展現常民文化、發展休閑觀光與打造城鄉新風貌的功能。

## 延伸閱讀
- 水圳知識 （页面存档备份，存于）